# コバヤシユウヤ
コバヤシ ユウヤ（1985年6月12日 - ）は、日本の作曲家。北海道札幌市出身。IOSYS所属。別名義はvoid（ボイド）。

## 概要
2005年に音楽制作を開始。IOSYSで作編曲を担当している。まれに作詞やボーカルなどの活動も行なう。
TVアニメの主題歌およびキャラクターソング、アーケードゲーム収録曲、ご当地キャラのテーマソング等、様々な楽曲を制作している。
void名義にて、TBSテレビ系アニメ『夢喰いメリー』オープニング主題歌「Daydream Syndrome」の作詞・作編曲を手がけ、2011年大晦日に開催された「キングラン アニソン紅白2011」には歌手の藤原鞠菜と共に出場を果たした。
なお、electro planet所属のvoid(Mournfinale)とは別人である。

## 主な参加作品

### アニメ
- 『覇穹 封神演義』
  - FAITH/聞仲(CV:前野智昭)
- 『ゆるゆり さん☆ハイ!』
  - 恋はあまのじゃくですわ / 古谷向日葵(CV:三森すずこ)
- 『えとたま』
  - これがにゃあの生きる道 / にゃ〜たん(CV:村川梨衣)
  - 秘湯に願いを！今夜はホット・アンド・スイート
- 『ゆるゆり♪♪』
  - でもでもバレバレだ!? / 大室櫻子(CV:加藤英美里)
- 『あっちこっち』
  - 恋の花びらをね / 御庭つみき(CV:大久保瑠美)
- 『ゆるゆり』
  - 恋の罰金バッキンガム! / 杉浦綾乃(CV:藤田咲)
  - 片想い授業中 / 杉浦綾乃(CV:藤田咲)
- 『夢喰いメリー』
  - Daydream Syndrome
  - 月の見えない夜に
  - 遠くにいても / 橘 勇魚(CV:茅野愛衣)
  - 終わらない夜を / 藤原夢路(CV:岡本信彦)

### ゲーム
- KONAMI『SOUND VOLTEX』
  - Life is Beautiful
- KONAMI『日向美ビタースイーツ♪』
  - 3 A.M. ディテクティブ・ゲーム / 霜月凛
  - 寂寞たる世界の終末は / 霜月凛
- バンダイナムコアミューズメント『太鼓の達人』
  - パン vs ごはん!大決戦!
  - 平等院鳳凰ドン vs 鳥獣戯カッ
  - 秘ナルメジェドノ悲ナル憂鬱
  - 激運!七福ハッピークルー
  - 元祖!天才チルノちゃん☆
  - My muscle heart 〜テレビ高天原系アニメ「筋肉魔法少女タケミナカタ」主題歌〜
  - 聖徳たいこの「日いずるまで飛鳥」
  - ヤマタイ★ナイトパーティー
- タイトー『グルーヴコースター』
  - マーメイドダンス
  - そして誰もいなくなった
  - MY FIRST FLOWER
  - Sweet Love
  - Lost Colors
- セガ『CHUNITHM』
  - Help me, あーりん! / イロドリミドリ
  - 私の中の幻想的世界観及びその顕現を想起させたある現実での出来事に関する一考察 / 小仏 凪(イロドリミドリ)

### その他
- 『温泉むすめ』
  - 未来の彼方
- 『非オタの彼女が俺の持ってるエロゲに興味津々なんだが』
  - 水崎萌香のkneg 〜これなんてエロゲ?〜
- ご当地キャラ「とまチョップ」
  - ふわふわチョップ!とまチョップ
- ご当地キャラ「アックマ」
  - AKKUMA★TIME
  - mgmg はっぴー
  - FIRE AKKUMA FIRE 〜アックマのテーマ〜
- 熊本県民テレビ
  - テーマソング『きょう熱くライブ』インストアレンジ